# Dwayne McDuffie
Dwayne Glenn McDuffie (Detroit, 20 de febrer de 1962 — Burbank, 21 de febrer de 2011) va ser un escriptor estatunidenc de còmics i televisió. Va ser conegut sobretot per cofundar la companyia de còmics pionera i gestionada per minories Milestone Media, que es va centrar en les minories poc representades dels còmics nord-americans, creant i co-creant personatges com Icon, Rocket, Static i Hardware. McDuffie també era conegut com a escriptor i productor de sèries d'animació com Static Shock (basada en el personatge Static), Damage Control, Justice League Unlimited i la franquícia Ben 10.
McDuffie va obtenir tres nominacions als premis Eisner pel seu treball en els còmics.

## Carrera

### Marvel i Milestone
Entrant al personal de Marvel com a ajudant de l'editor Bob Budiansky en projectes especials, McDuffie va ajudar a desenvolupar els primers cromos de superherois de la companyia. També va escriure històries per a Marvel. El seu primer gran treball va ser Damage Control, una minisèrie sobre la companyia que apareix entre números i reconstrueix després de l'última ronda de batalles de superherois / sudolents.
Després de convertir-se en editor de Marvel, McDuffie va presentar una proposta de paròdia per a un còmic titulat Teenage Negro Ninja Thrashers en resposta al tractament de Marvel dels seus personatges negres. Convertint-se en autònom el 1990, McDuffie va escriure per a desenes de diversos títols de còmics per a Marvel, DC Comics i Archie Comics. A més, va escriure Monster in My Pocket per a l'editor de Harvey Comics Sid Jacobson, de qui va citar al seu lloc web dient que li va ensenyar tot el que sap. A principis de 1991, es va divorciar de la seva primera dona, Patricia D. Younger, al comtat de Seminole, Florida.
A principis de la dècada de 1990, amb la voluntat d'expressar una sensibilitat multicultural que sentia que faltava als còmics, McDuffie i tres socis van fundar Milestone Media, que The Plain Dealer de Cleveland, Ohio, va descriure l'any 2000 com «la propietat d'una minoria més exitosa de la indústria i una empresa de còmics operada». McDuffie va explicar:
| « | (anglès) If you do a black character or a female character or an Asian character, then they aren't just that character. They represent that race or that sex, and they can't be interesting because everything they do has to represent an entire block of people. You know, Superman isn't all white people and neither is Lex Luthor. We knew we had to present a range of characters within each ethnic group, which means that we couldn't do just one [comic] book. We had to do a series of books and we had to present a view of the world that's wider than the world we've seen before. | (català) Si fas un personatge negre o femení o un personatge asiàtic, no són només aquest personatge. Representen aquesta raça o aquest sexe, i no poden ser interessants perquè tot el que fan ha de representar tot un bloc de persones. Ja saps, Superman no són tots els blancs i tampoc ho és Lex Luthor. Sabíem que havíem de presentar una sèrie de personatges dins de cada grup ètnic, la qual cosa vol dir que no podíem fer només un [comic] book. Vam haver de fer una sèrie de [comic] books i vam haver de presentar una visió del món més àmplia que el món que la que hem vist abans. | » |

Milestone, els personatges del qual inclouen l' afroamericà Static, Icon i Hardware; l'asiàtic-americà Xombi, i el grup de superherois multiètnic Blood Syndicate, que inclou homes i dones negres, asiàtics i llatins, van estrenar els seus títols el 1993 mitjançant un acord de distribució amb DC Comics. Com a director en cap, McDuffie va crear o co-crear molts personatges, inclòs Static.

### Pel·lícules, televisió i videojocs
Després que Milestone deixés de publicar nous còmics, Static es va convertir en una sèrie animada Static Shock. McDuffie va ser contractat per escriure i editar la història de la sèrie, escrivint 11 episodis.
Altres crèdits seus d'escriptor de televisió inclouen Teen Titans i What's New, Scooby-Doo?
McDuffie va ser contractat com a guionista de la sèrie d'animació Justice League i va ser ascendit a editor i productor d'històries quan la sèrie es va convertir en Justice League Unlimited. Durant tota la sèrie d'animació, McDuffie va escriure, produir o editar la història 69 dels 91 episodis.
McDuffie també va escriure la història per al videojoc Justice League Heroes.
McDuffie va ser contractat per ajudar a renovar i editar la història de la popular franquícia animada Ben 10 de Cartoon Network amb Ben 10: Alien Force, continuant les aventures del personatge principal de deu anys fins al final de la seva adolescència. Durant la durada de la sèrie, McDuffie va escriure els episodis 1–3, 14, 25–28, 45 i 46 i va editar els quaranta-sis episodis. McDuffie també va produir i editar la història de la segona sèrie seqüela Ben 10: Ultimate Alien, que es va estrenar el 23 d'abril. 2010. Va escriure els episodis 1, 10, 11, 16, 30, 39 juntament amb J. M. DeMatteis i el 52.
McDuffie va escriure una sèrie de pel·lícules d'animació directes a DVD amb personatges de DC Comics, com ara Justice League: Crisis on Two Earths i Justice League: Doom. Va escriure l'adaptació directa a DVD d'All-Star Superman, que es va estrenar un dia després de la seva mort. Justice League: Doom també es va estrenar pòstumament, el 2012.
El treball de McDuffie també es va veure a Ben 10: Omniverse, després d'haver compartit història per crèdit als dos primers episodis, "The More Things Change, Parts 1 and 2".

### Retorn als còmics
Després del seu treball a Justice League i Justice League Unlimited, McDuffie va tornar a escriure còmics. Va escriure la minisèrie de Marvel Beyond!
El 2007, McDuffie va escriure diversos números de Firestorm per a DC Comics, des del gener fins a la seva cancel·lació. Més tard aquell any, es va convertir en l'escriptor habitual de Fantastic Four, números de guió núm. 542–553 (amb data de portada de desembre de 2006 a març de 2008). A més, va escriure Justice League of America vol. 2, escrivint pràcticament tots els números del número 13 al 34 (nov. 2007 - agost 2009). Va ser acomiadat d'aquesta sèrie després d'una recopilació de Lying in the Gutters de les seves respostes franques als fans sobre el procés creatiu.
Es va casar amb l'escriptora de còmics i animació de televisió Charlotte Fullerton el 2009.
McDuffie va escriure Milestone Forever per a DC Comics, una minisèrie de dos números i enquadernació que narra les aventures finals dels seus personatges Milestone abans d'un esdeveniment catastròfic que fusiona la seva continuïtat amb la continuïtat de l'Univers DC.

## Mort
El 21 de febrer de 2011, un dia després del seu 49è aniversari, McDuffie va morir al Providence Saint Joseph Medical Center de Burbank, Califòrnia, per complicacions d'una cirurgia cardíaca d'urgència.

### Homenatges
La pel·lícula de 2012 Justice League: Doom es va dedicar a la memòria de Dwayne McDuffie, i les edicions en Blu-ray i DVD de 2 discs de la pel·lícula incloïen el documental A Legion of One: The Dwayne McDuffie Story. Aquell mateix any, un menjador anomenat "McDuffie's" va ser representat a l'episodi "The New Guy" de Green Lantern: The Animated Series.
El 2012, es va dedicar l'episodi "Damage" de la sèrie d'animació Ultimate Spider-Man en memòria de Dwayne McDuffie. A l'episodi, es va presentar un nou personatge anomenat "Mac" com a CEO de Damage Control, la companyia fictícia creada per McDuffie.
També el 2012, l'episodi final de Ben 10: Ultimate Alien "The Ultimate Enemy: Part 2", la tripulació de la sèrie va dedicar l'episodi a la seva memòria als crèdits. El mateix homenatge va aparèixer al videojoc de carreres basat en la sèrie, Ben 10: Galactic Racing.
A la sèrie de còmics Static Shock del 2011, la nova escola secundària de Virgil Hawkins porta el nom de McDuffie.
El 2015, la Long Beach Comic Expo va lliurar el primer premi Dwayne McDuffie a la diversitat en còmics. Des d'aleshores s'ha convertit en un esdeveniment anual per a l'exposició.
El premi Dwayne McDuffie de còmics infantils es lliura cada any al Festival d'Arts del Còmic d'Ann Arbor.
El 2019, es va revelar que el cognom del personatge de DC Comics Naomi era McDuffie.

## Premis i nominacions
- El 1995, McDuffie va rebre nominacions al premi Eisner com a millor escriptor (per Icon), millor editor (per Worlds Collide, Xombi i Shadow Cabinet) i millor sèrie continuada (amb M.D. Bright per a Icon)[17]
- El 1996, McDuffie va guanyar el Premi Golden Apple de la seva alma mater, la Roeper School, per "l'ús de l'art popular per promoure i promoure el valor i la dignitat humans".[18]
- El 2003, McDuffie va rebre el premi Humanitas d'animació infantil per l'episodi "Jimmy" de Static Shock, sobre la violència armada.[3]
- Tant el 2003 com el 2004, McDuffie va ser nominat, juntament amb altres creadors de Static Shock, als premis Emmy diürns.
- L'any 2005, va ser nominat al premi del Sindicat de Guionistes dels Estats Units d'animació, amb Rich Fogel i John Ridley, per l'episodi "Starcrossed" de Justice League.[18]
- El 2008, McDuffie va ser votat com a Talent Revelació favorit als Wizard Fan Awards de Wizard Magazine.
- El 2009, McDuffie va guanyar el premi Inkpot de la Comic Con International.[19]
- El 2011, McDuffie va ser guardonat pòstumament amb el premi anual d'escriptura d'animació de l'Animation Writers Caucus pel Sindicat de Guionistes dels Estats Units, Oest.[20]

## Guionatge
- escriptor en cap de sèrie indicat en negreta

### Televisió
- Static Shock (2000-2004): escriptor principal de la temporada 4
- What's New, Scooby-Doo? (2002)
- Justice League (2002-2004): escriptor principal de la temporada 2
- Teen Titans (2004)
- Justice League Unlimited (2004-2006)
- Ben 10: Alien Force (2008-2010)
- Ben 10: Ultimate Alien (2010-2012)
- Ben 10: Omniverse (2012)

### Pel·lícules
- Justice League: Crisis on Two Earths (2010)
- All-Star Superman (2011)
- Justice League: Doom (2012)

### Escriptor regular
- "Overture" (a Marvel Comics Presents núm. 19, Marvel Comics, maig 1989, història de presentació de Damage Control)
- Damage Control (sèrie limitada de 4 números, Marvel Comics, maig–agost 1989)
- Captain Marvel Giant-Sized Special (one-shot, Marvel Comics, Nov. 1989)
- The Sensational She-Hulk in Ceremony (minisèrie de 2 números, Marvel Comics, 1989)
- Giant Size Special Captain Marvel (one-shot, Marvel Comics, Nov. 1989)
- Avengers Spotlight núm. 26–29 (Marvel Comics, desembre 1989 – febrer 1990)
- Damage Control vol. 2 (sèrie limitada de 4 números, Marvel Comics, desembre 1989 – febrer 1990)
- The Amazing Spider-Man: Children Special núm. 1–3 (Marvel Comics [Canada], 1990)
- Deathlok núm. 1–4 (sèrie limitada de 4 números, Marvel Comics, juliol–octubre 1990)
- "The Road to Hell" (amb el coautor Matt Wayne i art de Colin MacNeil, a Toxic! núm. 30–31, 1991)
- Monster in My Pocket núm. 1–4 (Harvey Comics, maig–setembre 1991)
- Damage Control vol. 3 (sèrie limitada de 4 números, Marvel Comics, juny 1991 – setembre 1991)
- Prince: Alter Ego (one-shot, DC Comics(Piranha Music, 1991))
- Deathlok vol. 2, núm. 1–5, núm. 11–16, annual núm. 1 (Marvel Comics, juliol–nov. 1991, maig–oct. 1992)
- Prince: Three Chains of Gold (one-shot, DC Comics (Piranha Music, 1992))
- Double Dragon núm. 1–4 (Marvel Comics, juliol–Oct. 1991)
- "Rest and Sweet Glory" (a Marvel Comics Presents núm. 113–118, Marvel Comics, 1992)
- The Demon núm. 26–29 (DC Comics, agost–nov. 1992)
- Back to the Future: Forward to the Future núm. 1–3 (Harvey Comics, oct. 1992 – gen. 1993)
- Blood Syndicate núm. 1–4 (Milestone Comics, abril–juliol 1993)
- Hardware núm. 1–8,10–19, 25, 29–32 (DC Comics [Milestone], abril 1993 – oct. 1995)
- Icon núm. 1–10,13,15–17,19–31,34–36,38–42 (DC Comics [Milestone], maig 1993 – febrer1997)
- Static núm. 1–4 (DC Comics [Milestone], juny–set. 1993)
- Shadow Cabinet núm. 0 (co-author, DC Comics [Milestone], gener 1994)
- Captain Marvel (one-shot, Marvel Comics, febrer 1994)
- Worlds Collide (one-shot, DC Comics [Milestone], juliol 1994)
- X-O Manowar núm. 17,19–21 (Acclaim Comics, febrer–juny 1998)
- Sins of Youth: Kid Flash/Impulse (one-shot, DC Comics, maig 2000)
- Static Shock! Rebirth of the Cool #1–4 (DC Comics [Milestone], gener–set. 2001)
- Batman: Legends of the Dark Knight núm. 156–158, núm. 164–167 (DC Comics, agost–octubre 2002, abril–juliol 2003)
- Fantastic Four Special (one-shot, Marvel Comics, feb. 2006)
- Beyond! (sèrie limitada de 6 números, Marvel Comics, juliol–dec. 2006)
- Fantastic Four núm. 542–553 (Marvel Comics)
- Justice League of America núm. 13–28, 30-34 (DC Comics, 2007–2009)

### Escriptor d'ompliment
- "Fall Guy" (coautor, a Solo Avengers núm. 13, Marvel Comics, desembre de 1988)
- Clive Barker's Hellraiser núm. 2 (Marvel Comics [Epic], 1989)
- St. George núm. 8 (Marvel Comics [Epic], agost de 1989)
- Iron Man núm. 251–252 (Marvel Comics, desembre de 1989 - gener de 1990)
- Power Pack núm. 55 (Marvel Comics, abril de 1990)
- Avengers Annual núm. 19 (Marvel Comics, 1990)
- Avengers West Coast Annual núm. 5 (Marvel Comics, 1990)
- Iron Man Annual núm. 11 (Marvel Comics, 1990)
- "Test Run" (coautor, a Marvel Comics Presents núm. 62, Marvel Comics, novembre de 1990)
- "Shadow of a Doubt" (coautor, a Marvel Super-Heroes vol. 3, núm. 4, Marvel Comics, desembre de 1990)
- "Cupid's Arrow" (a Marvel Super-Heroes vol. 3, núm. 9, Marvel Comics, abril de 1992)
- "Not to Touch the Earth" (coautor, a Marvel Super-Heroes vol. 3, núm. 11, Marvel Comics, octubre de 1992)
- " Cupid's Error " (coautor, a Marvel Super-Heroes vol. 3, núm. 12, Marvel Comics, gener de 1993)
- Clive Barker's Hellraiser núm. 7–10, 15 (Marvel Comics [Epic], 1991–1992)
- Maquinari núm. 25 (DC Comics [Milestone], març de 1995)
- "Communications Error". JLA Showcase 80-Page Giant núm. 1 (DC Comics, febrer de 1993)
- Static núm. 14 (DC Comics [Milestone], agost de 1994)
- Blood Syndicate núm. 35 (DC Comics [Milestone], febrer de 1996)
- Impulse núm. 60 (DC Comics, maig de 2000)
- "Never Say Die". Batman: Gotham Knights núm. 27 (DC Comics, maig de 2002)

### Editor
- Freddy Krueger's A Nightmare on Elm Street núm. 1-2(Marvel Comics, oct.-nov. de 1989)
- Blood Syndicate núm. 1–30 (DC Comics [Milestone], abril de 1993 - set. de 1995)
- Hardware núm. 1–10 (DC Comics [Milestone], abril de 1993 - desembre de 1993)
- Icon núm. 1–8 (DC Comics [Milestone], maig–des. 1993)
- Static núm. 1–28 (DC Comics [Milestone], juny de 1993 - octubre de 1995)
- Static núm. 30 (DC Comics [Milestone], desembre de 1995)
- Shadow Cabinet núm. 0 (DC Comics [Milestone], gener de 1994)
- Xombi núm. 0 (DC Comics [Milestone], gener de 1994)
- Frank (minisèrie de 2 números, Harvey Comics, març-maig de 1994)
- "The Call" (a Superman: The Man of Steel núm. 34, DC Comics, juny de 1994)
- Kobalt núm. 1–10 (DC Comics [Milestone], juny de 1994 - març de 1995)
- Shadow Cabinet núm. 1–17 (DC Comics [Milestone], juny de 1994 - oct. de 1995)
- Xombi núm. 1–16 (DC Comics [Milestone], juny de 1994 - set. de 1995)
- Worlds Collide (one-shot, DC Comics [Milestone], juliol de 1994)
- Deathwish núm. 1–4 (sèrie limitada de 4 números, DC Comics [Milestone], desembre de 1994 - març de 1995)
- My Name is Holocaust núm. 1 (sèrie limitada, DC Comics [Milestone], maig de 1995)
- Kobalt núm. 14 (DC Comics [Milestone], agost de 1995)
- Static Shock! Rebirth of the Cool núm. 1–4 (DC Comics [Milestone], gener–set. de 2001)